# نظام بث سول
نظام البث سول (باللغة كورية: 서울방송그룹، بالإنكليزية: Seoul Broadcasting System، واختصاراً SBS)، هو شبكة تلفزيون وراديو وطنية كورية جنوبية تم تأسيسها في 14 نوفمبر 1990، على الرغم من أنها بدأت في وقت لاحق بثها الرسمي من 9 ديسمبر 1991، للاحتفال بالذكرى الثلاثين لافتتاح قناة MBC، ومقرها في سيول عاصمة كوريا الجنوبية. في البداية كانت تبث في سول فقط ولكن مع مرور الوقت تغير الأمر ليصبح البث في جميع أنحاء كوريا، وغيرت اسمها الرسمي إلى SBS في سنة 2009، ولكن لا يزال اسمها الكامل (Seoul Broadcasting System) شائع الاستخدام. وهي إحدى كبرى ثلاث شبكات للبث في القطاع الخاص. قامت بإنتاج العديد من الإنتاجات التلفزيونية، من دراما وعروض واقعية ومنوعات، وتملك مجموعة من قنوات التلفزيون وراديو أرضيا وعلى مستوى المناطق الكورية الجنوبية بأسماء مختلفة، ومجموعة متخصصة من قنوات التلفزيون على الكابل.

## قنوات إس بي إس
- 1 تلفزيون أرضي (إس بي إس تيفي(SBS TV)؛ قناة 6)
- 3 محطات راديو:
  - SBS Love FM.
  - SBS Power FM.
  - SBS V-Radio.
- 7 قنوات تلفزيون الكابل:
  - (SBS Plus): قناة ترفيه ودراما على مدار 24 ساعة.
  - (SBS Golf)
  - (SBS E!): قناة العروض الواقعية.
  - (SBS Sports): قناة رياضة 24/24.
  - (SBS CNBC  [لغات أخرى]‏): قناة أخبار 24/24.
  - إس بي إس إم.تي.في(SBS MTV): قناة موسيقية.
  - (Nickelodeon Korea  [لغات أخرى]‏): قناة أطفال والمراهقين.

## شبكات إس بي إس
| القناة | الاسم التجاري                   | منطقة البث                                 | منذ             |
| ------ | ------------------------------- | ------------------------------------------ | --------------- |
| SBS    | إس بي إس (SBS)                  | سول • إنتشون • مقاطعة غيونغي               | 14 نوفمبر، 1990 |
| KNN    | كي إن إن ‏                       | بوسان • مقاطعة غيونغسانغ الجنوبية          | أبريل 1994      |
| TJB    | هيئة الإذاعة تاي-جون ‏           | دايجون • سجونغ • مقاطعة تشنغتشونغ الجنوبية | 9 أبريل، 1994   |
| JIBS   | نظام جيجو الدولي للإذاعة ‏       | جيجو                                       | 10 أبريل، 1994  |
| TBC    | Taegu Broadcasting Corporation ‏ | دايغو • مقاطعة غيونغسانغ الشمالية          | 10 أغسطس، 1994  |
| kbc    | هيئة الإذاعة كوانغ-جو ‏          | غوانغجو • مقاطعة جولا الجنوبية             | 10 أغسطس، 1994  |
| CJB    | إذاعة تشيونغ-جو ‏                | تشونغجو • مقاطعة تشنغتشونغ الشمالية        | 5 يوليو، 1996   |
| ubc    | شركة أولسان للإذاعة ‏            | ألسان                                      | 4 سبتمبر، 1996  |
| JTV    | تلفزيون جيون-غو ‏                | جونجو • مقاطعة جولا الشمالية               | 25 يناير، 1997  |
| G1     | إذاعة جانج وون 1 ‏               | مقاطعة غانغوون                             | 16 نوفمبر، 1999 |

## شعارات

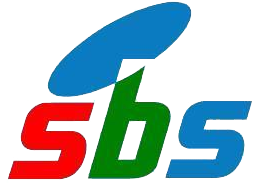
شعار إس بي إس الأول (مُلون)(ديسمبر 1990-1994)
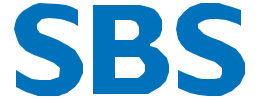
شعار إس بي إس الثاني (2000-1994)
شعار إس بي إس الثالث والحالي (2000-الآن)

## الشركات التابعة

### قسم الترفية
- شركة استوديو إس قسم الدراما والتخطيط والإنتاج الدرامي.[2]

## وصلات خارجية
- الموقع الرسمي